# Carl Adolf Schleussner
Carl Adolf Schleussner (auch: Carl Adolf Schleußner; * 12. Mai 1895 in Frankfurt am Main; † 12. November 1959 ebenda) war ein deutscher Chemiker und Fabrikant.

## Leben

### Herkunft und Studium
Carl Adolf Schleussner war der Sohn des Fabrikanten Carl Moritz Schleussner und dessen Frau Johanna Caroline Adele, geborene Laurenze. Im Jahr 1914 begann er sein Studium der Chemie, in dessen Verlauf er die Universitäten von Freiburg, Aachen, Frankfurt und Berlin besuchte. Seit 1914 gehörte er wie schon sein Vater der Burschenschaft Franconia Freiburg an. Später wurde er auch Mitglied der Burschenschaft Alemannia Marburg. Sein Studium wurde aber durch seinen Kriegseinsatz im Ersten Weltkrieg unterbrochen, wofür er sich als Freiwilliger gemeldet hatte. 1916 wurde er Leutnant der Artillerie, im Anschluss war er bei der Luftwaffe eingesetzt. Er wurde in seiner Dienstzeit mit dem Ritterkreuz mit Krone und Schwertern ausgezeichnet. Nach dem Krieg setzte er sein Studium fort und schloss es 1919 mit seiner Promotion in Berlin ab.

### Zwanziger und dreißiger Jahre
1920 begann Schleussner seine Arbeit in der Fabrik seines Vaters (Dr. C. Schleussner Trockenplattenfabrik AG). Dort leitete er zunächst die wissenschaftliche Abteilung und befasste sich mit der Weiterentwicklung von Röntgenfilmmaterial. Dem Vorstand des Unternehmens gehörte er ab 1923 an. Am 1. Januar 1926 übernahm er die Position seines Vaters und wurde alleiniger Vorstand. Dies geschah zu einer Zeit, als das Unternehmen sich in einer Krise befand. Die Firma hatte den technischen Anschluss an die Rollfilmproduktion verpasst, und auch der Fabrikstandort in der Elbestraße im Bahnhofsviertel sorgte für Probleme. Wegen der Luftverschmutzung durch die Dampfloks im nahen Bahnhof kam es häufig zu Verunreinigungen des Plattenmaterials mit Rußpartikeln. Schleussner verkaufte die alte Fabrik und nutze den Erlös, zusammen mit finanzieller Unterstützung des Rundfunks (siehe unten), für einen Neustart. Der Stammsitz des Unternehmens mit Verwaltung und Vertrieb blieb in Frankfurt ansässig, während die Plattenfabrikation in ein in Köln gelegenes Zweigwerk verlegt wurde. Die übrige Produktion wurde nach Neu-Isenburg verlegt, wo es aufgrund der besseren Umweltbedingungen möglich war, in die Zelluloid-Film-Herstellung einzusteigen. 1929 führte die Firma ihren ersten Zelluloid-Rollfilm für Fotozwecke namens „Tempo-Rot-Film“ in den Markt ein. Bereits ein Jahr später wurden auch Kinofilme mit der „Tempo“-Emulsion produziert. Im Mai 1931 gründete Schleussner mit der Cella GmbH ein eigenes Zelluloid- und Lackwerk, welches vorerst in Flörsheim und ab 1934 in Wiesbaden-Biebrich seinen Standort hatte. Hier wurden Zelluloidrohfilme und Lacke auf Cellulosebasis hergestellt. Die Gewinne aus dem Unternehmen wurden zum Teil genutzt, um Aktien der eigenen Firma zu erwerben. 1926 befanden sich nur 17 Prozent der Aktien in Familieneigentum, während es Schleussner bis Mitte der Dreißigerjahre gelang, 75 Prozent der Aktien in seinen Besitz zu bringen. Im Jahr 1938 wurde die Firma in eine GmbH umgewandelt und in „Adox Fotowerke Dr. C. Schleussner GmbH“ umbenannt.

### NS-Zeit und Nachkriegszeit
Schleussners Rolle während der NS-Zeit ist nicht ausreichend historisch untersucht. Als Mitglied des Stahlhelms wurde er in die SA eingegliedert, und seit 1936 war er Mitglied der NSDAP. Ende 1938 kaufte er die Kamerafabrik der Gebrüder Wirgin in Wiesbaden, sowie deren Maschinen, Werkzeuge und Einrichtungen und übernahm das Personal. Die Fabrik wurde von Juden geführt, welche vor den Nationalsozialisten flohen, und so wurde die Fabrik liquidiert. Schleussner gab später an, dass er durch das Fortführen des Betriebs die Arbeitsplätze erhalten wollte, und er lehnte daher eine komplette Übernahme der Firma Gebrüder Wirgin ab. Mit Hilfe der Fabrik brachte Schleussner 1939 eigene Kameras unter der Marke „Adox“ auf dem Markt. Zu Beginn des Zweiten Weltkriegs wurde das Werk in Wiesbaden auf den Rüstungsbetrieb umgestellt und produzierte Teile für Flugzeugmotoren. Weitere Tochterfirmen des Unternehmens, wie die „Cella GmbH“, folgten. Die eigentlichen Fotowerke wurden aber als „kriegswichtig“ eingestuft und durften vorerst uneingeschränkt weiterarbeiten. Als im März 1943 die zivile Produktion von Fotofilmen verboten wurde, beschränkte man sich auf die Herstellung von Röntgen- und Materialuntersuchungsfilmen. Im Verlauf des Krieges wurden die Werke in Neu-Isenburg und Köln zerstört und nach dem Krieg wieder aufgebaut. Sie erhielten bereits am 15. Juli 1945 die Erlaubnis der US-Armee, den Betrieb wieder aufzunehmen. 1948 verkaufte er die Fabrik in Wiesbaden zurück an Henry Wirgin, woraufhin Schleussner das Adox-Kamerawerk auf das Gelände der „Cella GmbH“ in Wiesbaden verlegte. Hier produzierte er 1952 das erste erfolgreiche eigene Kameramodell, die „Adox Golf“, und 1959 die Kleinbildkamera „ADOX Polo“. Nach dem Krieg gründete er gemeinsam mit seinem Sohn Hans 1946 die „Biotest-Serum-Institut GmbH“. Diese Firma befasste sich mit der Entwicklung und Produktion von Testseren zur Bestimmung von Blutgruppen, insbesondere des Rhesusfaktors.

### Wirken im Rundfunk
Neben seiner Arbeit als Geschäftsführer beschäftigte er sich aktiv und interessiert mit dem Rundfunk. Mit der Funktechnik war er während seines Kriegsdiensts als Flieger in Kontakt gekommen. In den Zwanzigerjahren gründete er mit Hilfe seines Vaters als Investor die Südwestdeutsche Rundfunk AG (SÜWRAG) in Frankfurt maßgeblich mit. Schleussner war dort Delegierter des Aufsichtsrats im Vorstand und wirkte aktiv auf die Form und Organisation des Frankfurter Rundfunks ein. Wirtschaftlich erhoffte er sich Gewinne durch Produktion und Verkauf von Rundfunkempfängern. Durch seine Investitionen in die AG besaß die Familie Schleussner den Hauptteil der Aktien, was seine Einflussnahme erleichterte. Für die künstlerische Leitung des Senders hatte er seinen Freund Hans Flesch gewonnen. Er hielt nach Sendebeginn des Südwestdeutschen Rundfunks am 2. April 1924 dort den ersten Rundfunkvortrag und gründete 1925 die „Rundfunk Organisations GmbH“. Nach dem Rücktritt seines Vaters gehörte er seit 1931 dem Verwaltungsrat der Reichs-Rundfunk-Gesellschaft in Berlin an. Mit der Verstaatlichung des Rundfunks 1932/33 war Schleussner gezwungen, alle Anteile an der SÜWRAG zu verkaufen und sich zurückzuziehen, was ihm aber einen guten Gewinn erbrachte, welchen er für seine Fotowerke nutzte.

### Fünfzigerjahre und Tod
Anfang der Fünfzigerjahre reiste Schleussner mehrmals nach Brasilien und Argentinien, da er plante, in den südamerikanischen Markt einzusteigen. Bei einer dieser Reisen wurde er 1952 in Rio von einem Auto angefahren und schwer verletzt. An den Folgen dieses Unfalls verstarb Schleussner am 12. November 1959 in Frankfurt. Er gehörte dem Verein Deutscher Ingenieure (VDI) an.